# Tapani Vuorenhela
Tapani Aimo Vuorenhela (* 15. September 1947 in Somero) ist ein ehemaliger finnischer Radrennfahrer und nationaler Meister im Radsport.

## Sportliche Laufbahn
Vuorenhela war Teilnehmer der Olympischen Sommerspiele 1972 in München. Im olympischen Straßenrennen schied er beim Sieg von Hennie Kuiper aus.
1971 wurde er nationaler Meister im Straßenrennen vor Harry Hannus. 1969 wurde er Vizemeister.
Im Bahnradsport gewann er in der Saison 1971 den nationalen Titel in der Mannschaftsverfolgung gemeinsam mit Raimo Honkanen und Mauno Uusivirta.
Fünfmal startete er für Finnland in den Rennen der Meisterschaften der Nordischen Länder. Dabei gewann er 1971 die Bronzemedaille im Mannschaftszeitfahren. 1969 und 1970 holte er die Bronzemedaille im 1000-Meter-Zeitfahren. 
Die Internationale Friedensfahrt fuhr er dreimal. 1970 wurde er 52., 1972 56. der Gesamtwertung. 1971 war er ausgeschieden.

## Familiäres
Sein Sohn Turo Vuorenhela bestritt Straßenradsport und Triathlon.